# Vela en los Juegos Olímpicos de Tokio 2020
Las regatas de vela en los Juegos Olímpicos de Tokio 2020 se realizaron en el Puerto Recreativo de Enoshima, ubicado en la isla homónima, al sur de Tokio, del 25 de julio al 4 de agosto de 2021.
En total fueron disputadas en este deporte 10 pruebas diferentes, 5 masculinas, 4 femeninas y una mixta. El programa de competiciones se mantuvo como en la edición anterior.

## Medallistas

### Masculino
| Evento              | Oro                                                | Plata                                            | Bronce                                         |
| ------------------- | -------------------------------------------------- | ------------------------------------------------ | ---------------------------------------------- |
| RS:X (31 de julio)  | Kiran Badloe · Países Bajos · 37 pts.              | Thomas Goyard · Francia · 74 pts.                | Bi Kun · República Popular China · 75 pts.     |
| Laser (1 de agosto) | Matthew Wearn · Australia · 53                     | Tonči Stipanović · Croacia · 82                  | Hermann Tomasgaard · Noruega · 85              |
| 470 (4 de agosto)   | Mathew Belcher · William Ryan · Australia · 23     | Anton Dahlberg · Fredrik Bergström · Suecia · 45 | Jordi Xammar · Nicolás Rodríguez · España · 55 |
| 49er (3 de agosto)  | Dylan Fletcher · Stuart Bithell · Reino Unido · 58 | Peter Burling · Blair Tuke · Nueva Zelanda · 58  | Erik Heil · Thomas Plößel · Alemania · 70      |
| Finn (3 de agosto)  | Giles Scott · Reino Unido · 36                     | Zsombor Berecz · Hungría · 39                    | Joan Cardona Méndez · España · 51              |

### Femenino
| Evento                     | Oro                                               | Plata                                              | Bronce                                                 |
| -------------------------- | ------------------------------------------------- | -------------------------------------------------- | ------------------------------------------------------ |
| RS:X (31 de julio)         | Lu Yunxiu · República Popular China · 36 pts.     | Charline Picon · Francia · 38 pts.                 | Emma Wilson · Reino Unido · 38 pts.                    |
| Laser Radial (1 de agosto) | Anne-Marie Rindom · Dinamarca · 78                | Josefin Olsson · Suecia · 81                       | Marit Bouwmeester · Países Bajos · 83                  |
| 470 (4 de agosto)          | Hannah Mills · Eilidh McIntyre · Reino Unido · 38 | Agnieszka Skrzypulec · Jolanta Ogar · Polonia · 54 | Camille Lecointre · Aloïse Retornaz · Francia · 54     |
| 49er FX (3 de agosto)      | Martine Grael · Kahena Kunze · Brasil · 76        | Tina Lutz · Susann Beucke · Alemania · 83          | Annemiek Bekkering · Annette Duetz · Países Bajos · 88 |

### Mixto
| Evento                 | Oro                                              | Plata                                             | Bronce                                                |
| ---------------------- | ------------------------------------------------ | ------------------------------------------------- | ----------------------------------------------------- |
| Nacra 17 (3 de agosto) | Ruggero Tita · Caterina Banti · Italia · 35 pts. | John Gimson · Anna Burnet · Reino Unido · 45 pts. | Paul Kohlhoff · Alica Stuhlemmer · Alemania · 63 pts. |

## Medallero
| Núm. | País                    | Oro | Plata | Bronce | Total |
| ---- | ----------------------- | --- | ----- | ------ | ----- |
| 1    | Reino Unido             | 3   | 1     | 1      | 5     |
| 2    | Australia               | 2   | 0     | 0      | 2     |
| 3    | Países Bajos            | 1   | 0     | 2      | 3     |
| 4    | República Popular China | 1   | 0     | 1      | 2     |
| 5    | Brasil                  | 1   | 0     | 0      | 1     |
| 5    | Dinamarca               | 1   | 0     | 0      | 1     |
| 5    | Italia                  | 1   | 0     | 0      | 1     |
| 8    | Francia                 | 0   | 2     | 1      | 3     |
| 9    | Suecia                  | 0   | 2     | 0      | 2     |
| 10   | Alemania                | 0   | 1     | 2      | 3     |
| 11   | Croacia                 | 0   | 1     | 0      | 1     |
| 11   | Hungría                 | 0   | 1     | 0      | 1     |
| 11   | Nueva Zelanda           | 0   | 1     | 0      | 1     |
| 11   | Polonia                 | 0   | 1     | 0      | 1     |
| 15   | España                  | 0   | 0     | 2      | 2     |
| 16   | Noruega                 | 0   | 0     | 1      | 1     |
|      | TOTAL                   | 10  | 10    | 10     | 30    |